# Thời thơ ấu (phim)
Boyhood là một phim chính kịch Mỹ ra mắt năm 2014 về tuổi sắp trưởng thành được Richard Linklater đạo diễn với sự tham gia diễn xuất của diễn viên Patricia Arquette, Ellar Coltrane, Lorelei Linklater và Ethan Hawke. Bộ phim được quay liên tục trong một thời gian 11 năm từ tháng 5 năm 2002 đến tháng 10 năm 2013, cho thấy sự lớn lên của một cậu bé và chị gái đến tuổi trưởng thành.
Quá trình sản xuất bắt đầu từ năm 2002 và kết thúc vào năm 2013, với mục đích của Linklater là thực hiện một bộ phim về quá trình trưởng thành. Dự án bắt đầu mà không có kịch bản hoàn đầy đủ, chỉ bao gồm những điểm nhấn nội dung quan trọng và sự kết thúc được dự định từ đầu. Linklater phát triển kịch bản trong suốt quá trình sản xuất bộ phim, ông viết phần kịch bản dành cho năm sau sau khi xem lại những băng hình đã quay của năm trước đó. Ông kết hợp những thay đổi qua từng năm ở mỗi diễn viên vào trong kịch bản, trong khi đó ông cũng để cho những diễn viên chính tham gia vào quá trình viết bằng cách kết hợp những kinh nghiệm trong chính cuộc sống của họ vào câu chuyện của nhân vật trong phim.
Phim được chiếu lần đầu tại Liên hoan phim Sundance 2014 và được phát hành tại các rạp vào ngày 11 tháng 7 năm 2014. Bộ phim cũng cạnh tranh giải thưởng ở những hạng mục chính trong liên hoan phim quốc tế Berlin lần thứ 64, nơi Linklater thắng giải Gấu Bạc cho Đạo diễn xuất sắc nhất. Bộ phim được đề cử 5 Giải quả cầu vàng, thắng giải Phim chính kịch hay nhất, Đạo diễn xuất sắc nhất, và Arquett đoạt giải nữ diễn viên phụ xuất sắc nhất. Phim cũng được đề cử 5 giải BAFTA, chiến thắng hạng mục Phim nhất và Đạo diễn xuất sắc nhất. Bên cạnh đó, bộ phim được đề cử 6 giải Oscar bao gồm Phim hay nhất, Đạo diễn xuất sắc nhất, Nam diễn viên phụ xuất sắc nhất và nữ diễn viên phụ xuất sắc nhất cho Arquett, nữ diễn viên sau đó thắng giải này.

## Cốt truyện
Năm 2002, Mason Evans,Jr 6 tuổi, và chị gái Samantha sống với người mẹ độc thân của mình Olivia ở Texas. Mason nghe lén Olivia cãi nhau với bạn trai, rằng cô quá bận bịu với việc chăm sóc cho lũ trẻ.
Năm 2003, Olivia chuyển cả gia đình đến Houston, do vậy cô có thể theo học đại học Houston, hoàn thành chứng chỉ của mình, và tìm kiếm một công việc tốt hơn.
Năm 2004, bố của Mason, Mason Sr., ghé thăm Houston và đưa Mason và chị gái đi chơi Bowling. Anh hứa là sẽ dành nhiều thời gian hơn với chúng. Khi anh đưa bọn trẻ về nhà, anh cãi nhau với Olivia trong khi Mason và Samantha chứng kiến họ qua cửa sổ. Olivia đưa Mason đến một trong các lớp học của cô ở trường đại học, giới thiệu cậu bé với giáo sư của cô, Bill Welbrock, Mason để ý thấy họ có tình cảm với nhau.
Vào năm 2005, Olivia và Bill lúc này đã cưới nhau và gắn kết gia đình của cả hai người lại với nhau, bao gồm các con của Bill trong cuộc hôn nhân trước đó. Những đứa trẻ chia sẻ cuộc sống cùng nhau như là cùng chơi trò chơi điện tử và cùng tham gia đêm ra mắt tập truyện Harry Potter và Hoàng tử Lai, và chúng cũng đăng kí học cùng trường, ở trường Mason gặp Nicole, một cô bé có dành tình cảm cho cậu.
Đến năm 2006, Mason và Samantha đã trở nên thân thiết với bố của mình Mason Sr., anh dành một ngày đưa chúng đến Houston, xem đội Houston thi đấu và cùng ngủ qua đêm ở nhà của anh và một người bạn cùng phòng, Jimmy. Olivia tiếp tục việc học của mình và ban đầu ủng hộ cách quản lí con cái khắt khe của Bill, bao gồm phân công nhiều công việc nhà cho lũ trẻ và ép buộc Mason phải cắt ngắn mái tóc của cậu.
Năm 2007, Bill trở nên nghiện rượu và ngược đãi các thành viên trong gia đình. Sau khi Bill đánh đập Olivia và khiến bọn trẻ cảm thấy bị nguy hiểm, Olivia quyết định đưa Mason và Samantha đến ở tại gia đình một người bạn và ly hôn với Bill.
Năm 2008, Mason Sr. để ý rằng Samantha có bạn trai và nói chuyện với cô và Mason về các biện pháp phòng ngừa khi quan hệ. Sau đó anh và Mason đi cắm trại ở công viên Pedernales Falls và rất vui vẻ bàn luận về âm nhạc của Wilco và Star Wars, và cả về những tình cảm chớm nở của Mason dành cho phụ nữ. Mason và Samantha dần quen với cuộc sống mới ở San Marcos, một thị trấn gần với Austin.
Năm 2009, Mason bị bắt nạt bởi một số học sinh khác ở trường và bị chế giễu khi tham gia một buổi cắm trại nhưng cậu cũng bắt đầu nhận được sự chú ý từ những cô gái. Olivia giảng dạy về tâm lí học tại trường cao đẳng và chuyển về sống cùng Jim, một sinh trong lớp là cựu binh từ chiến trường Bosnian và Irac.
Đến năm 2010, Mason đã bắt đầu có trải nghiệm với thuốc lá và đồ uống có cồn. Mason Sr., lúc này đã tái hôn và có một cậu con trai, đưa Mason và Samantha đến thăm bố mẹ vợ của anh. Ở đây Mason đón sinh nhật của mình cùng họ, Mason Sr. tặng cậu một bộ vest và một album gồm các bài hát của các thành viên của nhóm The Beatles sau khi nhóm tan rã do chính anh sưu tập, bố mẹ vợ của Mason Sr., ông bà dượng của Mason tặng cậu một quyển kinh thánh và một khẩu súng hoa cải.
Năm 2011, giáo viên nhiếp ảnh đã quở trách Mason và giảng giải cho cậu về cuộc sống khi ông nhìn thấy những năng khiếu ở Mason những đồng thời thất vọng khi cậu tỏ ra thiếu khát vọng và sự nỗ lực. Mason tham sự một buổi tiệc và gặp Sheena, cô sau đó trở thành bạn gái cậu. Sau khi Mason về nhà muộn trong đêm sau một buổi tiệc, Jim say rượu và la mắng Mason vì đã không về nhà đúng giờ. Về sau, Olivia và Jim chia tay.
Năm 2012, Mason và Sheena thăm Samantha ở trường đại học Texas ở Austin, tại đây họ nói chuyện về những hi vọng và cả nỗi sợ của mình về trường đại học trong tương lai và cùng nhau thức để ngắm bình minh. Bạn cùng phòng của Samantha phát hiện hai người ngủ cùng nhau trong kí túc xá.
Tháng 5 2013, trong suốt năm học cuối cùng tại trung học có nhiều sự kiện diễn ra với Mason, Cậu và Sheena chia tay trong đau khổ, thắng huy chương bạc trong cuộc thi nhiếp ảnh toàn bang và được trao học bổng của trường đại học. Gia đình cậu tổ chức một bữa tiệc chúc mừng những thành công của cậu. Mason Sr. cho cậu những lời khuyên trong tình yêu khi hai người chia tay. Dự định sẽ bán nhà và có một cuộc sống đơn giản, Olivia ăn trưa cùng Mason và Samantha và yêu cầu hai người thu dọn đồ đạc của mình. Sau đó, trong cùng năm, khi Mason đang sắp xếp đồ đạc và chuẩn bị rời ngôi nhà mới của mẹ cậu để đến trường đại học, Olivia đột nhiên khóc nức nở, cô thấy suy sụp và khóc nức nở khi nhận ra tất cả mọi thứ đã trôi qua nhanh như thế nào. Ở trường đại học Sul Ross ở Alpine, Mason chuyển vào phòng kí túc xá và gặp bạn cùng phòng Dalton, bạn gái của Dalton Barb, và bạn cùng phòng của Barb Nicole. Mason ăn socola nấm từ Barb và cả nhóm có cuộc đi bộ dã ngoại đến khe núi Big Ben. Nicole chia sẻ niềm tin với Mason rằng, không phải con người nắm bắt khoảnh khắc và đúng hơn là chính khoảnh khắc nắm bắt con người, Mason cảm thấy đồng cảm với ý kiến đó.

## Quá trình sản xuất
Tháng 5 2002, Linklater nói rằng ông sẽ bắt đầu thực hiện một bộ phim ở thành phố quê hương ông Houston vào mùa hè năm đó. Ông lên kế hoạch tập hợp đoàn làm phim để quay bộ phim trong vài tuần hàng năm trong suốt 12 năm. Linklater nói rằng ông từ lâu rất muốn kể một câu chuyện về mối quan hệ giữa cha mẹ và con cái bằng cách theo dõi sự lớn lên của một cậu bé trong suốt thời gian từ thời điểm đầu tiên đến lúc cậu tốt nghiệp trung học và kết thúc khi cậu bắt đầu bước vào đại học. Nhưng điều khó khăn là những đứa trẻ thay đổi quá nhiều và điều đó khiến cho là gần như không thể để bao quát toàn bộ quá trình đó. Nhưng ông cũng nói rằng mình hoàn toàn sẵn sàng để theo chân từng sự kiện xảy ra với cậu bé đó trong quá trình đó và kể lại câu chuyện trên màn ảnh. IFC, nhà phát hành bộ phim, cam kết sẽ chi 200,000 đô la mỗi năm, hay nói cách khác là 2,4 triệu đô la tổng cộng trong thời gian 12 năm thực hiện bộ phim.
Linklater tuyển chọn cậu bé Coltrane 6 tuổi đóng vai cậu bé Mason. Dàn diễn viên đã không kí hợp đồng chính thức vì heo như luật De Havilland, một hợp đồng lao động không được kéo dài quá 7 năm. Linklater nói với Hăke rằng anh hãy thay ông hoàn thành nốt bộ phim nếu ông chết.

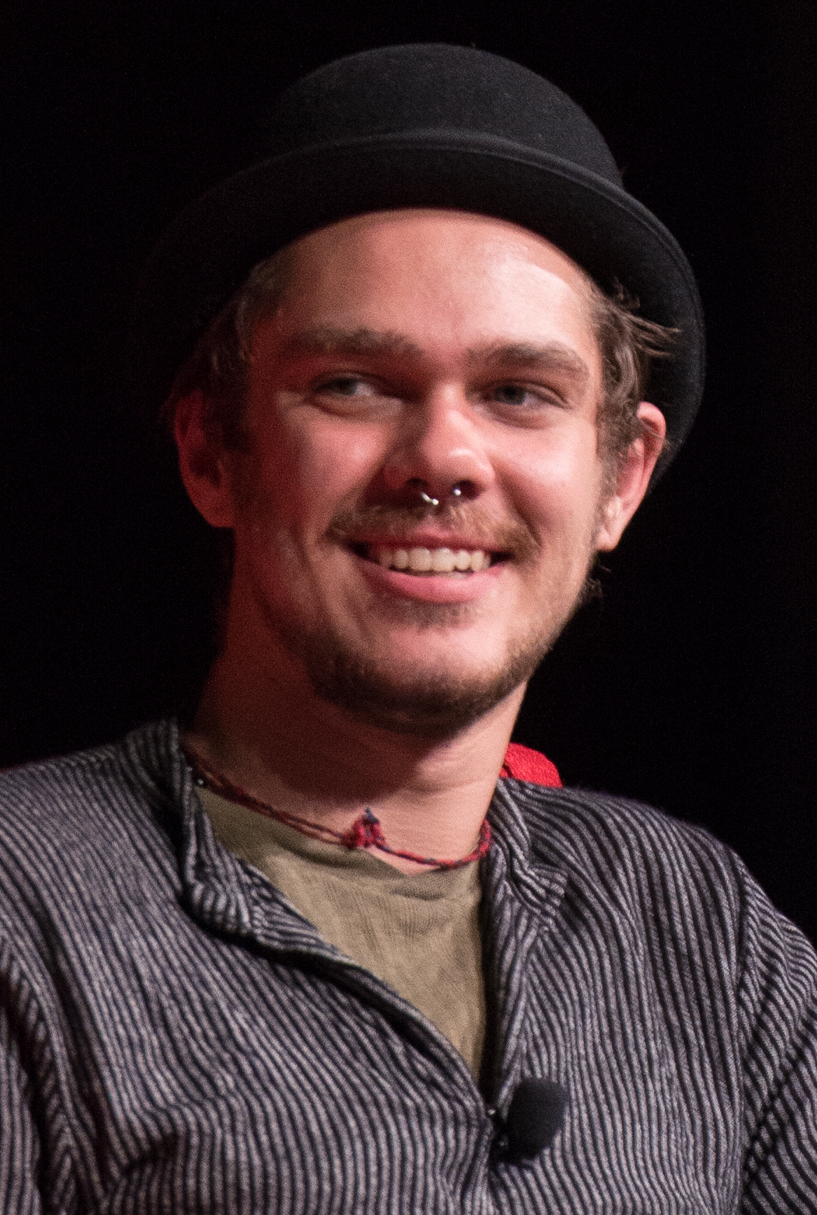
Ellar Coltrane portrayed the film's protagonist, Mason Jr.

Boyhood bắt đầu quay mà không có một kịch bản hoàn chỉnh. Linklater đã chuẩn bị những điểm nhấn nội dung quan trọng cho từng nhân vật, và cách bộ phim kết thúc-bao gồm cảnh quay cuối- nhưng mặt khác phần kịch bản cho năm tiếp theo sẽ được viết dựa trên những cảnh quay được thực hiện trong năm trước đó, cùng với sự kết hợp những thay đổi mà Linklater nhận thấy ở mỗi diễn viên. Tất cả các diễn viên chính đều tham gia quá trình viết, họ đóng góp vào đó những trải nghiệm thực họ đã trải qua; ví dụ nhân vật của Ethan Hawke xây dựng dựa trên chính cha của anh và cha của Linklater-họ đều là những nhân viên bảo hiểm, đã ly hôn và sau đó tái hôn- và nhân vật của Arquett thì được xây dựng dựa trên mẹ của cô, người đã trở lại trường học sau khi đã bỏ dở và trở thành một nhà tâm lí học.
Mặc dù có quá trình viết kịch bản đặc biệt, Linklater khẳng định rằng ông có một cốt truyện khái quát trong đầu, và hướng phát triển chung của cốt truyện đó không bị thay đổi bởi dàn diễn viên.
Mọi người nghĩ tôi hỏi Ellar, "Cháu đã làm có những hoạt động gì ở trường? Chúng ta hãy cùng quay những cảnh phim về những hoạt động đó!" Điều đó không bao giờ xảy ra. Thời gian chúng tôi ở cùng nhau tôi chỉ phạm vi vị trí mà cậu bé đang đứng trong cuộc đời-những gì được cậu bé quan tâm và cậu đang làm những gì. Sau đó tôi sẽ nghĩ, chúng ta có thể thực hiện một buổi cắm trại, và chúng ta có thể làm điều này hoặc điều kia.
Kịch bản chi tiết cho những cảnh phim cụ thể đôi khi chỉ được viết trong đêm trước khi cảnh quay diễn ra. Đoàn làm phim tụ họp một hoặc hai lần mỗi năm, vào những thời điểm khác nhau trong năm, và làm việc chỉ trong 3 hoặc 4 ngày. Đội ngũ sản xuất dành khoảng 2 tháng để chuẩn bị trước, và 1 tháng để chỉnh sửa hậu kỳ mỗi năm. Khi Arquett tham gia vai diễn chính trong loạt phim truyền hình Medium, cô thực hiện những cảnh quay của mình vào những ngày cuối tuần.
Mặc dù Linklater đã đề cập đến dự án với cái tên Boyhood trong suốt những năm bộ phim được thực hiện, năm 2013 ông đặt tên bộ phim là 12 năm, nhưng sau đó bị bắt buộc phải thay đổi do có một bộ phim khác là 12 years a slave ra mắt trong cùng năm đó. Hawke cảm thấy ngạc nhiên rằng các nhà sản xuất vẫn đồng ý thực hiện bộ phim mặc dù phải "giấu kín" số tiền 200,000 USD chi tiêu mỗi năm suốt hơn một thập kỉ trong suốt quá trình quay chậm chạp của bộ phim. Mặc dù những rủi ro, Linklater vẫn được trao những quuyền hạn tự do đặc biệt với tác phẩm, và không bao giờ phải giải trình với IFC về quá trình sản xuất.
Nhà thiết kế trang phục Kari Perkins đã phải xem lại đoạn băng ghi hình mỗi năm để chắc chắn rằng không có bất cứ sự cố trùng lặp ngẫu nhiên nào và đồng thời cũng là để tạo được một "dòng chảy" trong trang phục của nhân vật.
Khi thảo luận về định dạng phim trong một cuộc phỏng vấn, Linklater giải thích vì sao ông nhất định giữ nguyên định dạng 35mm trong suốt quá trình quay phim, rằng 35mm là định dạng ổn định nhất và các định dạng khác chúng thay đổi rất nhiều. Bộ phim có lẽ đã có sáu cái nhìn khác nhau nếu như ông cố gắng bắt kịp với sự thay đổi đó.

## Sự đón nhận

### Doanh thu phòng vé
Boyhood ra mắt giới hạn vào ngày 11 tháng 7,2014, với 4 rạp chiếu ở Bắc Mỹ thu về $387,618, với trung bình $77,524 trên một rạp, xếp thứ 19 trên bảng xếp hạng. Số rạp tăng lên 34 rạp trong tuần tiếp theo và thu về $1.2m, với trung bình $34,418 trên một rạp. Bộ phim ra mắt rộng rãi vào ngày 15 tháng 8 trên 771 rạp chiếu và đạt doanh thu $2m, trung bình $2,584 trên một rạp và đứng thứ 11 trên bảng xếp hạng. Số rạp chiếu lớn nhất của bộ phim là 775 rạp. Bộ phim cuối cùng thu về $25.4m ở thị trường nội địa và $21m trên thị trường quốc tế, tổng cộng là $46.4m, so với kinh phí $4m.

### Phê bình
Trên trang Rotten Tomatoes, bộ phim nhận đánh giá tích cực với số điểm 98%, dựa trên 280 bài nhận xét, với tỉ lệ trung bình 9.2/10. Trên trang Metacritic, bộ phim đạt điểm tuyệt đối 100/100, dựa trên 50 bài nhận xét.

## Giải thưởng
Bộ phim cũng tham gia tranh giải trong Liên hoan phim quốc tế Berlin lần thứ 64, nơi Linklater giành giải bạc cho vai diễn sắc nhất. Được tuyên bố là một bộ phim mang tính bước ngoặt bởi nhiều nhà phê bình đáng chú ý, họ ca ngợi đạo diễn, diễn xuất, và phạm vi của phim.
Giải Phim xuất sắc, Đạo diễn xuất sắc (Richard Linklater), Nữ diễn viên phụ xuất sắc (Patricia Arquette) tại BAFTA 2015
Giải Phim tâm lý hay nhất, Nữ diễn viên phụ xuất sắc trong phim điện ảnh, Đạo diễn xuất sắc tại Giải Quả cầu vàng lần thứ 72